# Кам'янобрід
Кам'янобрі́д — село в Україні, у Новояворівській міській територіальній громаді Яворівського району Львівської області. Населення становить 1010 осіб (2023).

## Культура
- У селі збереглася дерев'яна церква Успіння Пресвятої Богородиці (не діє) — пам'ятка архітектури місцевого значення[2].
- 3 листопада 1996 року в селі, біля школи, художнику Петру Андрусеву встановлене погруддя[3] (скульптор Анатолій Галян, архітектор Любомир Новосілець; бронза, мармурова крихта)[a].

## Відомі люди
- Петро Андрусів (1906—1981) — громадський діяч, педагог, художній критик.

## Виноски
1. ↑  Пам’ятка монументального мистецтва Яворівського району[4].